# Пощальонът винаги звъни два пъти (филм, 1946)
Вижте пояснителната страница за други значения на Пощальонът винаги звъни два пъти.
„Пощальонът винаги звъни два пъти“ (на английски: The Postman Always Rings Twice) е американски филм ноар, излязъл по екраните през 1946 година, режисиран от Тей Гарнет с участието на Лана Търнър в главната роля. Сценарият, написан от Хари Ръскин, е базиран на едноименната новела от 1934 г. на писателя Джеймс Кейн.

## Сюжет
Безработният Франк се спира в крайпътно заведение и за да заплати обяда си, се наема на работа при собственика, гръцки емигрант. Той се влюбва в Кора – младата жена на своя работодател. Между тях възниква любовна връзка. Кора подбужда любовника си да убие съпруга ѝ, за да получи парите от застраховката му. След първия неуспешен опит за убийство, заговорниците накрая успяват да се отърват от гръка, като инсценират автомобилна катастрофа. Но полицията ги подозира в убийството и тръгва по следите им. Когато двамата любовници успяват да се измъкнат от правосъдието и да заживеят заедно, се случва нелеп инцидент – втора автомобилна катастрофа, в която Кора загива. Франк е обвинен в предизвикването и на двете катастрофи.

## В ролите
- Лана Търнър – Кора Смит
- Джон Гарфилд – Франк Чеймбърс
- Сесил Келуей – Ник Смит
- Хюм Кронин – Артър Кийтс
- Леон Еймс – Кайл Сакет
- Одри Тотър – Мадж Горленд
- Алан Рид – Езра Лайъм Кенеди
- Джеф Йорк – Блер

## Заглавие
Името на филма и на романа има метафоричен характер. Никакъв пощальон не присъства в действието. „Както пощальонът, така и провидението винаги звъни два пъти“ – така обяснява смисъла на заглавието на романа Джеймс Кейн. Иронията на съдбата е в това, че сляпата Темида оправдава реално престъпника за извършено от него убийство, но го признава за виновен в убийство, което той не е извършил.